# Kařízek
Kařízek település Csehországban, Rokycanyi járásban. Kařízek Mýto, Cekov, Cheznovice, Kařez, Újezd és Olešná településekkel határos. Lakosainak száma 52 fő (2024. január 1.).

## Népesség
A település lakosságának változását az alábbi diagram mutatja:
| Lakosok száma | 210  | 186  | 218  | 99   | 73   | 46   | 49   | 50   | 56   | 52   |
|               | 1869 | 1900 | 1921 | 1961 | 1980 | 2011 | 2016 | 2019 | 2021 | 2024 |